# Pont Kashkan
Le pont Kashgan ou pont Kashkan (persan : پل کشکان, translit. pol Kashkan), est un pont d'architecture sassanide, datant du IXe siècle ou Xe siècle situé près de Moradabad (en), dans la province du Lorestan, en Iran. Il a été ravagé par les inondations qui ont touché le pays à partir du 19 mars 2019.
Il est classé au patrimoine national iranien à partir de 1940.
Il est conçu à l'origine, comme un pont routier en maçonnerie, comportant 12 ogives en pierre.